# Пасічна (Броварський район)
Па́січна — село в Україні, у Броварському районі Київської області. Населення становить 754 осіб. Входить до складу Баришівської селищної громади.
Уродженцем села є архітектор Загниборода Олексій Семенович (* 1939).

## З історії села
Пасічна належала до Баришівської сотні Переяславського полку.
За описом Київського намісництва 1781 року в селищі Пасічна було 33 хати. Проте за описом Київського намісництва за селищем було чомусь зазначено лише 7 душ, саме селище у власності козаків.

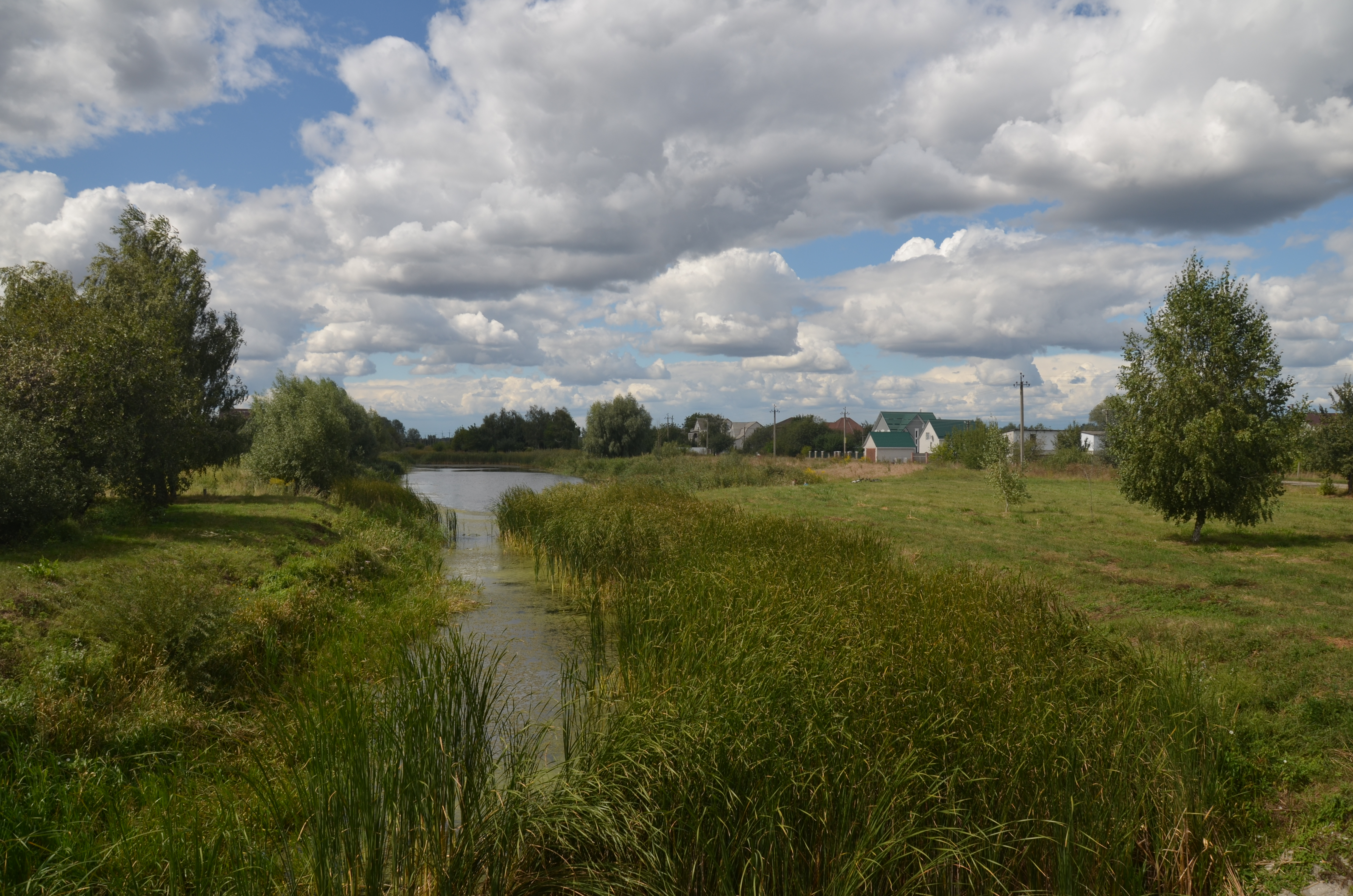
Село Пасічна, ставок на річці Стара Красилівка

Була приписана до Троїцький церкві у Баришівці
Зі скасуванням козацького полкового устрою, село перейшло до складу Остерського повіту Київського намісництва. 
Від початку XIX ст. село вже у складі Переяславського повіту Полтавської губернії.
1910 року - селище Баришівської волості Переяславського повіту Полтавської губернії, 88 господарств, 532 мешканців.
Станом на 1923 рік у селі Пасішна Баришівського району Київського округу проживало 884 особи.
Під час колективізації в селі були створені дві сільгоспартілі: «Червона зірка» і «Пахар».
За вцілілими архівними даними в с. Пасічна з 18 квітня 1932 р. по 01 січня 1933 року померло 11 чол, а протягом квітня-червня 1933 року – 104 чол. Загалом же цифра втрат в голодоморні 1932-1933 роки перевищила дві сотні селян, померлих від голоду та викликаних ним захворювань.  
У вересні 2014 року з огляду на неадекватну позицію священиків МП щодо російського вторгнення на сході України громада вирішила позбутися їхньої присутності, понад 500 людей ухвалило рішення перейти до УПЦ КП.
27 липня 2022 року в ході дерусифікації було перейменовано 4 вулиці, а саме вул. Пузікова – на вул. Княгині Ольги,  вул. Суворова – на вул. Барвінкова,  вул. Черняховського – на вул. Івана Сулими, вул. Чкалова – на вул. Героїв України.

## Населення
Згідно з переписом УРСР 1989 року чисельність наявного населення села становила 612 осіб, з яких 269 чоловіків та 343 жінки.
За переписом населення України 2001 року в селі мешкало 749 осіб.

### Мова
Розподіл населення за рідною мовою за даними перепису 2001 року:
| Мова       | Відсоток |
| ---------- | -------- |
| українська | 97,08 %  |
| російська  | 2,65 %   |
| білоруська | 0,13 %   |
| польська   | 0,13 %   |